# White stream
White Stream   è un progetto di gasdotto che trasporterebbe gas naturale dalla regione caspica (e in particolare dal Turkmenistan) passando per l'Ucraina arrivando fino in Polonia.
Il progetto White Stream iniziò a parlare nel 2005 ma inizialmente non venne preso in seria considerazione. Nel 2006-2007, il progetto venne discusso in occasione di diversi incontri internazionali; nel maggio del 2007 venne presentato in occasione del Vienna gas forum, e l'11 ottobre dello stesso anno venne nuovamente proposto in occasione della Energy Security Conference a Vilnius. Il 28 gennaio 2008, il Primo ministro dell'Ucraina Julija Tymošenko chiese all'Unione Europea di prendere in considerazione la partecipazione al progetto White Stream. Il Turkmenistan, che avrebbe dovuto essere il fornitore del gas naturale, espresse in quest'occasione sorpresa per le affermazioni della Tymoshenko in quanto, fino a quel momento, non coinvolto nelle trattative. Era stato previsto che il gasdotto cominciasse le operazioni commerciali nel 2016.